# Newells pijlstormvogel
Newells pijlstormvogel (Puffinus newelli) is een vogel uit de familie van de stormvogels en pijlstormvogels (Procellariidae). Het is een bedreigde, endemische broedvogel  in Hawaii. De vogel werd in 1900 als nieuwe soort geldig beschreven door Henry Henshaw. Deze noemde de vogel naar Matthias Newell, een Amerikaanse missionaris op Hawaii van wie hij een exemplaar van deze vogel had gekregen.

## Kenmerken
De vogel is 33 cm lang, het is een middelgrote stormvogel. Van boven is de vogel zwart en van onder merendeels wit, met op de ondervleugels brede donkere achterranden en donkere onderstaartdekveren.

## Verspreiding en leefgebied
De soort broedt voornamelijk (90% van de populatie) op het eiland Kauai, een eiland uit de Hawaï-archipel. De nesten liggen op beboste berghellingen op hoogten tussen 160 en 1200 m boven zeeniveau. Deze zeevogels graven holen tussen de wortels van bomen en andere ondergroei. Niet broedende stormvogels verblijven op open zee in het midden van de Grote Oceaan.

## Status
Newells pijlstormvogel heeft een beperkt broedgebied op Kauai en daardoor is de kans op uitsterven aanwezig. De grootte van de populatie werd in 1990 door BirdLife International geschat op 84.000 individuen en tussen 1993 en 2001 namen de populatie-aantallen met 60 tot 62% af, en deze afname gaat nog steeds door. Een nieuwe schatting uit 2016 kwam uit op 10-20 duizend volwassen vogels. In het broedgebied vormen invasieve zoogdieren zoals verwilderde katten, honden, varkens en mangoesten een gevaar voor de broedende vogels en hun eieren en kuikens. Daarnaast vormen de aanleg van infrastructuur, vervuiling met plastic van de oceanen en de intensieve zeevisserij bedreigingen. Om deze redenen staat deze soort als ernstig bedreigd op de Rode Lijst van de IUCN.